# Stictolelaps
Stictolelaps is een geslacht van vliesvleugeligen uit de familie Pteromalidae. De wetenschappelijke naam van dit geslacht is voor het eerst geldig gepubliceerd in 1925 door Timberlake.

## Soorten
Het geslacht Stictolelaps omvat de volgende soorten:
- Stictolelaps flaviventris Timberlake, 1925
- Stictolelaps stigmatus Timberlake, 1925